# Lorenz Hübner

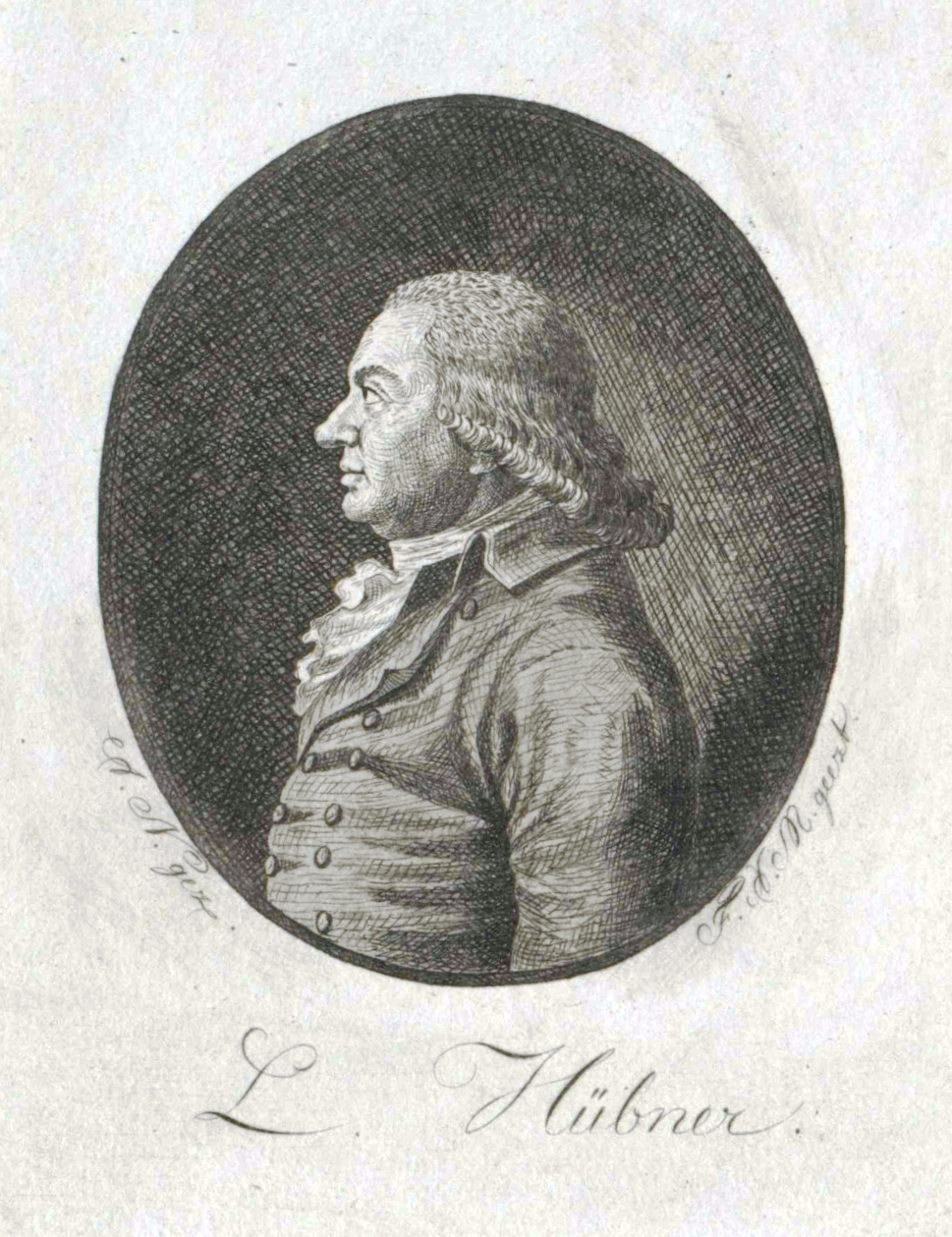
Lorenz Hübner

Lorenz Hübner (* 2. August 1751 in Donauwörth; † 9. Februar 1807 in München) war ein  katholischer Aufklärer, Publizist und Übersetzer.

## Leben und Werk
Nach dem Besuch des Jesuitengymnasiums in Amberg trat er 1768 in die Gesellschaft Jesu ein und gehörte diesem Orden bis zu dessen Aufhebung im Jahre 1773 an. Von 1770 bis 1773 studierte er an der Universität Ingolstadt Philosophie (Promotion). Von 1772 bis 1773 studierte er zusätzlich Theologie und ab 1774 Jurisprudenz. Nach Abschluss aller seiner Studien wurde Hübner 1774 unter Fürstbischof Ludwig Joseph von Welden im Freisinger Dom zum Priester geweiht.
Ab 1775 war Hübner als Lehrer für Französisch und Italienisch, ab 1776 als Professor für Moralphilosophie am kurfürstlichen Gymnasium in Burghausen tätig. 1779 übernahm er die Redaktion der „Münchner Staatszeitung“ und der „Münchner Gelehrten Beyträge“. Unter dem Druck der von Kurfürst Karl Theodor verschärften Zensurbestimmungen verließ er München und begab sich 1784 nach Salzburg an den Hof des aufgeklärten Fürsterzbischofs Hieronymus von Colloredo. Mit dem 1785 bis 1799 in Salzburg erscheinenden „Salzburger Intelligenzblatt“ schuf Hübner ein Medium aufklärerischen Denkens, welches auch über die Landesgrenzen hinaus von Bedeutung war.
Nach dem Tod von Kurfürst Karl Theodor kehrte Hübner 1799 nach München zurück, wo er auf Betreiben von Graf Anton Clemens von Toerring-Seefeld (1725–1812) noch im selben Jahr als außerordentliches Mitglied, 1801 als ordentliches Mitglied in die Bayerische Akademie der Wissenschaften aufgenommen wurde.

## Grabstätte
Die Grabstätte von Lorenz Hübner befindet sich auf dem Alten Südlichen Friedhof in München. Die ursprünglich vorhandene Grabplatte an der Nordseite der Kirche St. Stefan fehlt inzwischen.

## Ehrungen
Die Hübnergasse im Salzburger Stadtteil Riedenburg wurde nach ihm benannt.

## Werke (Auswahl)

### Als Autor
Aufsätze
- Abhandlung über die Analogie der elektrischen und magnetischen Kraft. In: Bayerische Akademie der Wissenschaften: Neue philosophische Abhandlungen, Bd. 2/3, München 1780, S. 354–384.

Belletristik
- An Verführer und Verführte. Ein satyrischer Nachtrag zu den Vorbothen des neuen Heidenthums. München 1781.
- Semiramis. Ein musikalisches Schauspiel. München 1781.
- Hainz von Stain der Wilde. Ein vaterländisches Schauspiel. München, 1782, Frankfurt u. a. 1807.
- Camma, die Heldin Bojoariens. Ein vaterländisches Schauspiel in fünf Aufzügen; Aufgeführt auf dem Hoftheater zum Beßten der Armen. München 1784, Frankfurt 1807.
- Rosen auf das Grab Friedrichs des Einzigen, oder gesammelte Charakterzüge und Anekdoten aus dem merkwürdigen Leben dieses großen Königs; Sechs Körbe. Salzburg 1787.
- Rosen auf das Grab Josephs des Zweyten, Kaisers der Deutschen. Salzburg [1788].

Briefe
- Briefe: Berlin SB, Heidelberg UB, München BSB, München UB, Nürnberg GNM.

Sachbücher
- Abhandlung von dem Luxus oder schädlichem Prachte. Burghausen 1776, München 1776.
- Grundlehren von den Münzen. Burghausen 1777, München 1778.
- Über P. Josts Vorschlag, die Inquisition in Bayern einzuführen. München 1779.
- Freymüthige Blicke des Philosophen ins Mönchswesen. Frankfurt u. a. [= München] 1779.
- Der philosophische Geist unsers Jahrhunderts. München 1780, 1781.
- Dringende Vorstellungen an Menschlichkeit und Vernunft, um Aufhebung des ehelosen Standes der katholischen Geistlichkeit [s. l.] 1782 (zusammen mit Lorenz von Westenrieder, Anton Nagel und Joachim Schuhbauer).
- Gedanken über den Brand im Getreide. [Burghausen 1782].
- Vernünftige teutsche Rechtschreibung nach den Grundsätzen der Sprachenkunde für Bayern. München 1782.
- Ebbe und Fluth der Staaten. Eine Rede bey gehaltener Hauptversammlung zu Burghausen abgelesen. Burghausen/München 1782.
- Geschichte verschiedener hierländischer Baumwollarten und ihres ökonomischen Nutzens Salzburg 1788.
- Epistola responsoria ad Liberium Candidum Iesuitam. [s. l.] [1788].
- Beschreibung der hochfürstlich-erzbischöflichen Haupt- und Residenzstadt Salzburg und ihrer Gegenden verbunden mit ihrer ältesten Geschichte. Salzburg 1792–1793 (2 Bde.).
- Beschreibung der hochfürstlich-erzbischöflichen Haupt- und Residenzstadt Salzburg und ihrer Gegenden, vorzüglich für Ausländer und Reisende. Nebst dem Grundrisse der Stadt, und ihres Bezirks, von L. Hübner aus dessen größerer Beschreibung von ihm selbst zusammengezogen. Salzburg 1794.
- Beschreibung des Erzstiftes und Reichsfürstenthums Salzburg in Hinsicht auf Topographie und Statistik. Salzburg 1796, ND Salzburg 1983.

1. Das Salzburgische flache Land.
2. Das Salzburgische Gebirgsland.
3. Die übrigen Gebirgsortschaften und die ausländischen Herrschaften des Erzstiftes nebst dessen Beschreibung im Allgemeinen.

- Reise durch das Erzstift Salzburg zum Unterricht und Vergnügen. Nebst Stundenzeiger u. Straßenkarte. [s. l.] 1796, ND Salzburg 2000.
- Abschied vom Mönchsberge in Salzburg am Schluße des J. 1799. s. l. 1799
- Beschreibung der kur-baierischen Haupt- und Residenzstadt München und ihrer Umgebungen verbunden mit ihrer Geschichte. München 1803–05 (2 Bde.).

### Als Herausgeber und Redakteur
- Gräuliche Überschwemmungs-Geschichte von den Monaten Hornung und März des Jahres 1784. Aus authentischen Nachrichten gesammelt. München u. a. [1786].
- Salzburger Musenalmanach auf das Jahr 1787. Salzburg [1788].
- Münchner Staatszeitung (später u.d.T. Münchner Staats-, gelehrte, und vermischte Nachrichten) und Münchner Gelehrte Beyträge, München 1779–1784.
- Der dramatische Censor (hrsg. von Lorenz Westenrieder, zusammen mit Joseph Marius von Babo und Ignaz Strobel).
- Oberdeutsche Staatszeitung. Salzburg 1784–1799 (1784 u.d.T. Salzburger Zeitung), mit den Beilagen: Intelligenzblatt. Wöchentliche Nachrichten zum Nutzen und zur Erbauung, Salzburg 1784–1799, Räsonnirendes Magazin des Wichtigsten aus der Zeitgeschichte, Salzburg 1791–1792 (ab 1793 u.d.T. Pragmatisches Register der Oberdeutschen Staatszeitung, 1796–1799 Beilage zur allgemeinen oberdeutschen Staatszeitung).
- Physikalisches Tagbuch für Freunde der Natur. Salzburg 1784–1788.
- Oberdeutsche Allgemeine Litteraturzeitung. Salzburg 1788–1799 (zuerst u.d.T. Über das Neueste der Literatur Oberdeutschlands, ab 1785 Salzburger Gelehrte Zeitung, ab 1786 Salzburger monatliche Beyträge zur Litteratur Oberdeutschlands).
- Baierisches Wochenblatt. München 1799–1807.

### Als Übersetzer
- Charons wahre Weisheit. Aus dem Französischen übersetzt, München 1782.
- Tancred. Ein musikalisches Schauspiel. Aus dem Italienischen übersetzt, München 1781, 1783.